# L'Abbessaille
L'Abbessaille est un petit quartier de la ville de Limoges, situé au bord de la Vienne, au pied du quartier historique de la Cité.
Situé en contrebas des murs de soutènement des jardins de l'Évêché, il est caractérisé par un habitat ancien, dense, et un enchevêtrement de petites ruelles étroites souvent en pente. De taille très réduite (moins d'un hectare), il constitue la seule portion subsistante de l'ancien quartier populaire de la rive droite de la Vienne, dont une partie a été détruite vers 1900 pour des raisons hygiénistes, puis le reste dans les années 1970 (quartier du Naveix) pour laisser place à des équipements modernes (patinoire municipale, pénétrante routière).